# Marc Cerboni
Marc Yves Michel Cerboni (Niza, 20 de octubre de 1955-Saint-Étienne-de-Tinée, 2 de diciembre de 1990) fue un deportista francés que compitió en esgrima, especialista en la modalidad de florete. Participó en los Juegos Olímpicos de Los Ángeles 1984, obteniendo una medalla de bronce en la prueba por equipos.

## Palmarés internacional
| Juegos Olímpicos | Juegos Olímpicos             | Juegos Olímpicos  | Juegos Olímpicos    |
| Año              | Lugar                        | Medalla           | Prueba              |
| ---------------- | ---------------------------- | ----------------- | ------------------- |
| 1984             | Los Ángeles (Estados Unidos) | Medalla de bronce | Florete por equipos |